# Hemigrammocharax
Hemigrammocharax is een geslacht van straalvinnige vissen uit de familie van de hoogrugzalmen (Distichodontidae).

## Soorten
- Hemigrammocharax angolensis Poll, 1967
- Hemigrammocharax lineostriatus Poll, 1967
- Hemigrammocharax machadoi Poll, 1967
- Hemigrammocharax minutus (Worthington, 1933)
- Hemigrammocharax monardi Pellegrin, 1936
- Hemigrammocharax multifasciatus (Boulenger, 1923)
- Hemigrammocharax ocellicauda (Boulenger, 1907)
- Hemigrammocharax uniocellatus (Pellegrin, 1926)
- Hemigrammocharax wittei Poll, 1933